# Marcantonio Bobba
Marcantonio Bobba (Casale Monferrato, 1500 circa – Roma, 18 marzo 1575) è stato un cardinale e vescovo cattolico italiano.

## Biografia
Figlio del Conte Palatino Alberto, dei signori di Rossignano, nacque (a Casale o a Lu) da una nobile famiglia del Marchesato del Monferrato: studiò giurisprudenza all'Università di Torino e si addottorò in utroque iure.
Entrò presto nelle grazie del duca Emanuele Filiberto di Savoia, grazie al quale ottenne numerosi benefici ecclesiastici (fu abate commendatario di Pinerolo, Caramagna e San Giusto a Susa): dovette ricevere gli ordini minori attorno al 1556.
Emanuele Filiberto lo inviò a Roma come suo ambasciatore presso la Santa Sede: papa Paolo IV lo elesse vescovo di Aosta il 14 giugno 1557, e in tal veste prese parte ad alcune fasi del Concilio di Trento; non si occupò mai direttamente dell'amministrazione della sua diocesi e risiedette quasi sempre a Roma, dove partecipò al governo dello Stato della Chiesa (fu ispettore alle acque, ai ponti e alle pubbliche strade di Roma).
Il cardinale Giovanni Angelo Medici di Marignano che aveva presieduto la sua consacrazione episcopale, divenuto papa con il nome di Pio IV lo innalzò alla dignità cardinalizia nel concistoro del 12 marzo 1565: ottenne il titolo di San Silvestro in Capite e, nel 1572, optò per quello di San Marcello.
Morì a Roma nel 1575 e fu sepolto nella chiesa certosina di Santa Maria degli Angeli.

## Genealogia episcopale e successione apostolica
La genealogia episcopale è:
- Arcivescovo Filippo Archinto
- Papa Pio IV
- Cardinale Marcantonio Bobba

La successione apostolica è:
- Arcivescovo Vespasiano Gribaldi (1569)
- Vescovo Hildebrand von Riedmatten (1569)
- Arcivescovo Carlo Montigli (1570)